# Chaetopterus pugaporcinus
Chaetopterus pugaporcinus — вид багатощетинкових кільчастих червів родини Chaetopteridae.

## Історія відкриття
Описаний у 2007 році науковцями океанаріуму Монтерей Бей. За свою форму черв'яка прозвали «літаючими сідницями». Прізвисько відобразили у науковій назві виду — pugaporcinus перекладається з латини як «схожий на свинячий зад».

## Поширення
Вид виявлений лише у затоці Монтерей біля узбережжя Каліфорнії.

## Опис
Хробак округлої форми, завдовжки 10-20 мму довжину. Тіло цих черв'яків складається з окремих сегментів, середня сегменти наповнені газом, надаючи тваринам круглу форму. Досі залишається нез'ясованим, чи знайдені зразки є дорослими особинами або це їх личинкова форма. За розміром хробак в п'ять-десять разів перевищує розмір личинки будь-якого іншого виду хробаків, що вказує на дорослу форму. Проте дорослі особини всіх відомих глибоководних черв'яків цієї групи живуть в пергаментних трубках на морському дні.
Вид здатний до біолюмінесценції. В лабораторних умовах при фізичному стимулюванні черв'як виділяв яскраво-синє світло впродовж 3-6 секунд.

## Спосіб життя
Батипелагічний вид. Живе на глибині 875—1200 м. Плаває у товщі води ротовою частиною тіла донизу. Живиться органічними рештками та фітопланктоном, що плавають у товщі води. Навколо рота у черв'яка виділяється згусток слизу, до якого приклеюються органічні рештки.